# Nick Brown (tennis)
Pour les articles homonymes, voir Brown et Nick Brown.
Nick Brown, né le 3 septembre 1961 à Warrington, est un ancien joueur de tennis professionnel britannique.

## Carrière
Il joue sur le circuit de 1980 à 1983 puis se tourne vers le coaching de 1984 à 1988 (entre autres Tim Henman) pour finalement revenir sur le circuit de 1989 à 1993.
Il a remporté un titre Challenger à Jakarta en 1989.
Il a atteint les quarts de finale en double à l'Open d'Australie 1991.
Lors du tournoi de Wimbledon 1991, il bat Goran Ivanišević, no 10 mondial.
Il joue pour l'équipe de Grande-Bretagne de Coupe Davis de 1989 à 1991 en double et en simple. Durant ces 3 années, il a participé aux rencontres de qualification pour le Groupe mondial mais son équipe a perdu à chaque fois.

## Palmarès

### Finale en simple (1)
| No | Date       | Nom et lieu du tournoi                | Catégorie | Dotation  | Surface      | Vainqueur  | Score         |  |
| -- | ---------- | ------------------------------------- | --------- | --------- | ------------ | ---------- | ------------- |  |
| 1  | 19-06-1989 | Tournoi de tennis de Bristol, Bristol |           | 100 000 $ | Gazon (ext.) | Eric Jelen | 6-4, 3-6, 7-5 |  |

### Finales en double (3)
| No | Date       | Nom et lieu du tournoi                           | Catégorie           | Dotation  | Surface         | Vainqueurs                       | Partenaire    | Score         |  |
| -- | ---------- | ------------------------------------------------ | ------------------- | --------- | --------------- | -------------------------------- | ------------- | ------------- |  |
| 1  | 18-06-1990 | Direct Line Insurance Manchester Open Manchester | World Series        | 225 000 $ | Gazon (ext.)    | Mark Kratzmann Jason Stoltenberg | Kelly Jones   | 6-3, 2-6, 6-4 |  |
| 2  | 18-02-1991 | Stuttgart Indoor Stuttgart                       | Championship Series | 825 000 $ | Moquette (int.) | Sergio Casal Emilio Sánchez      | Jeremy Bates  | 6-3, 7-5      |  |
| 3  | 17-06-1991 | Direct Line Insurance Manchester Open Manchester | World Series        | 225 000 $ | Gazon (ext.)    | Omar Camporese Goran Ivanišević  | Andrew Castle | 6-4, 6-3      |  |